# Mirosław Górski
Mirosław Andrzej Górski (ur. 18 września 1955 w Warszawie) – polski lekarz i samorządowiec, działacz opozycyjny w PRL, w latach 2005–2006 członek zarządu województwa pomorskiego II kadencji.

## Życiorys
Od 1978 roku był działaczem Ruchu Młodej Polski. Jesienią 1980 roku został przewodniczącym tymczasowego komitetu założycielskiego Niezależnego Zrzeszenia Studentów na Akademii Medycznej w Gdańsku, od 1981 należał do komórki NSZZ „Solidarność” w ZOZ w Kwidzynie. W okresie od 20 grudnia 1981 do 9 grudnia 1982 był internowany w obozach w Iławie i Kwidzynie. W 1981 ukończył studia na Akademii Medycznej w Gdańsku. W 1986 uzyskał I stopień specjalizacji z chirurgii ogólnej, a w 1990 II stopień z urologii. Podjął pracę w szpitalu w Kwidzynie, został w nim dyrektorem ds. medycznych i ordynatorem tamtejszego szpitalnego oddziału ratunkowego.
W wyborach parlamentarnych w 2001 kandydował do Sejmu z listy AWS. Związał się z Prawem i Sprawiedliwością. 19 grudnia 2005 został powołany na członka zarządu województwa pomorskiego (w miejsce Bogdana Borusewicza). Zrezygnował ze stanowiska 23 października 2006, następnie od 2006 do 2008 kierował pomorskim oddziałem Narodowego Funduszu Zdrowia. W 2006 uzyskał mandat w sejmiku pomorskim, którego nie objął. W wyborach w 2009 startował do Parlamentu Europejskiego. W 2010, 2014, 2018 i 2024 wybierano go do rady powiatu kwidzyńskiego, gdzie został szefem klubu radnych PiS. W 2011 kandydował do Senatu w okręgu nr 67, zajmując 2. miejsce na 4 kandydatów.

## Odznaczenia
Odznaczony Srebrnym Krzyżem Zasługi (2015), Krzyżem Wolności i Solidarności (2015) oraz Krzyżem Kawalerskim Orderu Odrodzenia Polski (2016).